# Ле-Гран-Лан
Ле-Гран-Лан или Ле-Гран-Ланс (фр. Le Grand-Lemps) — коммуна во Франции, находится в регионе Рона — Альпы. Департамент коммуны — Изер. Административный центр кантона Ле-Гран-Лан. Округ коммуны — Ла-Тур-дю-Пен.
Код INSEE коммуны — 38182. Население коммуны на 2008 год составляло 2852 человека. Населённый пункт находится на высоте от 434 до 724 метров над уровнем моря. Муниципалитет расположен на расстоянии около 450 км юго-восточнее Парижа, 65 км юго-восточнее Лиона, 34 км северо-западнее Гренобля. Мэр коммуны — Дидье Рамбо, мандат действует на протяжении 2014—2020 гг.
Динамика населения (INSEE):

## Города-побратимы
- Догерн, Германия (1988)